# Zio Paperone - Una cavalcata nella storia
Zio Paperone - Una cavalcata nella storia (Horsing Around with History) è una storia di Carl Barks (testo) e di William Van Horn (disegni).

## Trama
Zio Paperone sta andando al deposito con i nipoti mentre un albatro gli stacca un bottone dalla palandrana. Arriva un uomo che insiste per rimetterglielo gratis. Nel deposito Paperone mostra a Paperino un suo nuovo apparecchio per recuperi marini. Trova poi il Cavallo di Troia sott'acqua in una caverna. Tornato a Paperopoli, i Bassotti si nascondono nel cavallo, ma Paperone se ne accorge.